# كريشما كوتاك
كريشما كوتاك (بالإنجليزية: Karishma Kotak)‏ هي عارضة أزياء وممثلة ومقدمة برامج تلفزيونية بريطانية. ولدت في 26 مايو 1982 في لندن، المملكة المتحدة.

## روابط خارجية
- كريشما كوتاك على موقع IMDb (الإنجليزية)
- كريشما كوتاك على موقع قاعدة بيانات الفيلم (الإنجليزية)